# حسن الدلاتي باشا
دلى حسن باشا هو سياسي عثماني شغل منصب والي في الدولة العثمانية.

## مناصبه
تولى المناصب التالية:
- والي البوسنة (2 أبريل 1603–1604)